# Mistress of the Robes
Mistress of the Robes är en brittisk hovtjänst. Hon är chef för de övriga hovdamerna och närvarar vid alla större statliga högtider.
Ursprungligen var Mistress of the Robes den hovdam som hade ansvaret för drottningens kläder och smycken. När monarken var en kvinna, brukade Mistress of the Robes dessutom inneha tjänsten Groom of the Stole, en tjänst som hos en manlig monark även kallades First Lord of the Bedchamber, och som hos en drottninggemål motsvarades av First Lady of the Bedchamber. Under 1600-talet och 1700-talet var Mistress of the Robes ofta samma person som First Lady of the Bedchamber. 
Denna hovtjänst ansågs förr så viktig att utnämningarna till den förr utsattes för politiska påtryckningar. 
Både drottningar, änkedrottningar och historiskt även kronprinsessor har haft en sådan tjänst bland sin personal. 